# ボーデシア級偵察巡洋艦
ボーデシア級偵察巡洋艦（ボーデシアきゅうていさつじゅんようかん　Boadicea class cruiser）はイギリス海軍の巡洋艦。同型艦は2隻。1909年および1910年に竣工した。タービンエンジンを搭載した最初期の艦船であり、第一次世界大戦に投入されている。2隻とも、戦争後半に機雷敷設艦に改装され、1920年代に解体された。

## 同型艦
- ボーデシア
- ベローナ